# Antonio Aliotta
Antonio Aliotta (Palermo, 15. siječnja 1881. – Napulj, 1. veljače 1964.), talijanski filozof, profesor u Napulju i Padovi.
Nakon dugotrajnih filozofskih istraživanja, propitivanja estetičkih teorija na konkretnim primjerima (posebice Croceova opusa), uporišnu točku pronašao u kršćanskoj duhovnosti i zaključio da je istinska vjera, dakle religioznost, osnova svakoga filozofiranja.

## Djela
- "La reazione idealistica contro la scienza",
- "La guerra eterna e il dramma dell esistenza",
- "Croceova estetika i kriza talijanskog idealizma", (1920.)
- "Problem Boga i novi pluralizam", (1949.)
- "Kritika egzistencijalizma", (1951.)